# François Levacher
Pour les articles homonymes, voir Levacher.
François Levacher, né le 24 août 1915 à Berchères-les-Pierres (Eure-et-Loir) et mort le 15 mai 2000 à Chartres (Eure-et-Loir), est un homme politique français.

## Biographie
François Levacher commence sa carrière politique en devenant conseiller municipal puis maire de Saint-Maur-sur-le-Loir en 1945, fonction qu'il occupe jusqu'en 1971.
Lors des législatives de 1951, il figure en 3e position sur la liste d'union CNIP-RPF, mais il n'est pas élu.
L'élection de Georges Rastel est invalidée le 4 décembre 1951, en raison de l'incompatibilité de son mandat parlementaire avec l'activité de préfet de son département d'élection qu'il exerçait trop peu de temps avant son arrivée au Palais Bourbon. Une élection législative partielle est ainsi convoquée, scrutin auquel François Levacher participe et remporte le siège de député d'Eure-et-Loir le 10 février 1952 en étant élu avec 41 639 voix contre 38 417 pour le sortant,.
À la suite du décès de Charles Brune, il est élu sénateur d'Eure-et-Loir en 1956.
François Levacher meurt le 15 mai 2000 à l'âge de 84 ans.